# Cal Lladó Vell
Cal Lladó Vell és una casa de Súria (Bages) protegida com a Bé Cultural d'Interès Local.

## Descripció
Edificació ubicada en el petit nucli de Cererols. Es tracta d'una construcció adossada a l'Ermita de Cererols i a cal Fàbrega. Cal Lladó Vell ha estat restaurada, ja que es trobava en avançat estat de deteriorament, especialment, pel que fa a les façanes. De fet, la part del segon pis i tot el tercer estan fets de nou. Interiorment, però, es conserven alguns elements interessants. En la planta baixa i la segona planta destaquen els arcs gòtics, emplaçats al menjador, cuina, bodega i sala principal de la planta baixa, on també s'hi troba un forn de pa.
La inscripció més antiga que es conserva, data de l'any 1345 on hi apareix la inscripció «Pere Lladó 1345» i està situat a l'exterior d'una finestra de la segona planta.